# Воловик полевой
Волови́к полево́й (лат. Anchúsa arvénsis) — европейское растение; вид рода Воловик семейства Бурачниковые. Встречается также под устаревшим синонимичным названием Кривоцвет полевой (лат. Lycopsis arvensis).

## Ботаническое описание[2]

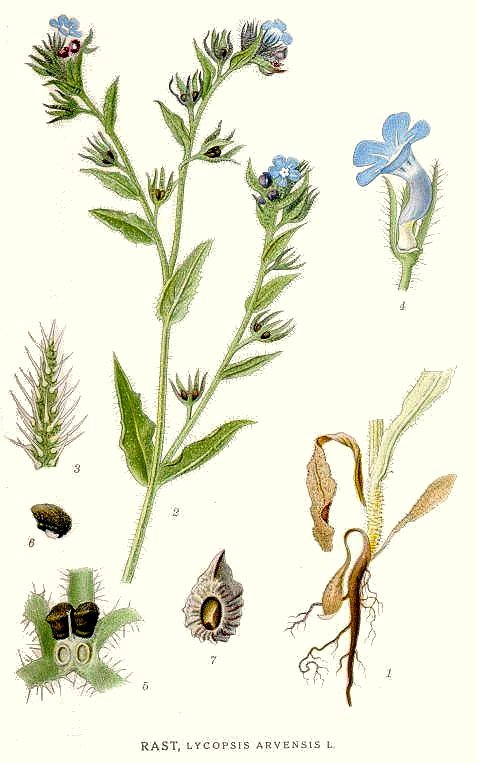

Однолетнее травянистое, простое или ветвистое в верхней части, опушённое длинными жёсткими щетинками растение высотой от 10 до 60 см.
Листья удлиненные или почти ланцетно-линейные, по краю волнистые, мелко выемчато-зубчатые.
Цветки собраны в короткие облиственные завитки.
Чашечка глубоко 5-раздельная, по длине равна трубке венчика или чуть короче, при плодоношении может значительно увеличиваться, раскрывается но не до звездчатой формы. Доли ланцетные.
Венчик голубой, воронковидный с короткой трубкой, слегка длиннее чашечки. Отгиб по середине, слегка неправильный, сводики внутри зева длинноволосистые.
Тычинки с удлиненными пыльниками, короче трубки венчика. Пестик с коротким столбиком и точечным маленьким рыльцем.
Орешки косояйцевидной формы, сетчато-морщинистые и бугорчатые, с утолщением вокруг площадки прикрепления.
Хромосомное число 2n=48, 54(?)

## Распространение и среда обитания
Ареал произрастания охватывает Европу, Средиземноморье, Западную и Центральную Азию. В России встречается в северном (Петрозаводск, Архангельск, Вологда), центральном (Псковская обл., Верхне-Волжский регион и т. д.) и восточном (Саратов) регионах, в прибалтийской зоне (Калининградская обл., Светлогорск, Приморск). Вид включен в ботанический атлас растений Ленинградской области.
Произрастает на полях, в огородах, садах, пустырях, на обочинах дорог и замусоренных местах.

## Классификация

### Таксономия[4]
Anchusa arvensis (L.) M.Bieb., 1808, Fl. Taur.-Caucas. 1: 123
Вид Воловик полевой относится к роду Воловик (Anchusa) семейства Бурачниковые (Boraginaceae) порядка Бурачникоцветные (Boraginales). Кладограмма в соответствии с Системой APG IV по состоянию на июнь 2023 года:
|  |                                      |  |                                   | порядок Бурачникоцветные |  | семейство Бурачниковые - 153 ботанических рода |  | род Воловик - 44 подтвержденных вида |  | Воловик полевой |
|  |                                      |  |                                   | порядок Бурачникоцветные |  | семейство Бурачниковые - 153 ботанических рода |  | род Воловик - 44 подтвержденных вида |  | Воловик полевой |
|  | отдел Цветковые, или Покрытосеменные |  |                                   |                          |  |                                                |  |                                      |  |                 |
|  |                                      |  |                                   |                          |  |                                                |  |                                      |  |                 |
|  |                                      |  | ещё 63 порядка цветковых растений |                          |  |                                                |  |                                      |  |                 |
|  |                                      |  |                                   |                          |  |                                                |  |                                      |  |                 |

## Внутривидовые таксоны
- Anchusa arvensis subsp. orientalis (L. ) Nordh.

## Синонимы
- Anchusa arvensis subsp. occidentalis  (Kusn.) Nordh.
- Buglossites arvensis  Bubani
- Echioides arvensis  Poir. ex Steud.
- Lycopsis arvensis  L.